# Heinrich Bunsen
Heinrich Bunsen aus Adorf in Waldeck (keine überlieferten Lebensdaten) war ein deutscher Formschneider und Gießer des 16. Jahrhunderts.

## Künstlerische Einordnung
Urkundlich erwähnt ist Bunsen von etwa 1550 bis 1579. Er zählte zu den berühmtesten Modelbauern für Öfen seiner Zeit. Bunsen war ein Schüler von Philipp Soldan, mit dem er auch einige Öfen gemeinsam gestaltete. Bunsen kopierte seinen Meister in der Folgezeit aber nicht nur, sondern entwickelte eine eigene gestalterische Auffassung und künstlerische Ausgestaltung.

## Werke (Auswahl)
- Barmherziger Samariter, um 1558
- Anbetung der Heiligen Drei Könige (Gusseiserne Ofenplatte), Ausguss einer ca. um 1575 von Philipp Soldan geschaffenen Form mit Erweiterung um zwei Figuren von Heinrich Bunsen, Kunstgewerbemuseum Schloss Köpenick
- Ofen aus Gusseisen aus dem Rathaus von Grebenstein, 1579.